# Boagrius
Boagrius is een geslacht van spinnen uit de  familie van de Palpimanidae.

## Soorten
- Boagrius incisus Tullgren, 1910
- Boagrius pumilus Simon, 1893